# Althammer
Althammer – oddział niemieckiego obozu Auschwitz-Birkenau mieszczący się w dawnej Starej Kuźnicy (obecna Halemba – dzielnica Rudy Śląskiej).

## Historia obozu

### 1940
Rozpoczęto budowę obiektów przemysłowych. Do pracy przymusowej zostali wzięci Polacy z rejonu Wielkopolski. Mieszkali w barakach.

### 1941
Polacy zostali przeniesieni z baraków do innych pomieszczeń, a baraki zostały zajęte przez jeńców radzieckich. Baraki zostały otoczone dwoma pierścieniami drutu kolczastego. Wewnętrzny krąg był pod napięciem elektrycznym. Wtedy powstał obóz jeniecki.

### 1943
Do obozu przywieziono jeńców włoskich.

### 1944
Pierwsi więźniowie zostali osadzeni we wrześniu 1944 roku, po przeniesieniu Włochów do innych baraków. W październiku liczba więźniów wynosiła 500.

### 1945
Niemcy zamknęli podobóz i ewakuowali więźniów w styczniu 1945 roku w związku ze zbliżaniem się wojsk radzieckich. 18 lub 19 stycznia około 350 więźniów zostało wyprowadzonych pieszo z podobozu i eskortowanych do Gliwic. Stamtąd byli przewożeni do różnych obozów na terenie Niemiec, m.in. do Mittelbau czy Bergen-Belsen. 25 stycznia SS-mani wyselekcjonowali kilkudziesięciu spośród około 150 chorych pozostawionych w podobozie i wyprowadzili ich z obozu w nieznanym kierunku. Resztę pozostawiono pod opieką miejscowych Selbstschutz. Zostali oni wyzwoleni przez wojska radzieckie kilka dni później.

## Więźniowie
Przeciętny stan obozu wynosił około 500 więźniów, głównie Żydów z Polski, Francji oraz Węgier. W obozie zmarło co najmniej 20 więźniów. Zwłoki były wywożone do krematorium w Auschwitz-Birkenau. Praca więźniów polegała na budowie elektrowni cieplnej, m.in. kopali fundamenty, rowy melioracyjne oraz kładli kable.
Warunki życia, pracy i warunków sanitarnych były lepsze niż w Birkenau, ale nadal skrajnie niezdrowe. Więźniowie otrzymywali żywność nieadekwatną pod względem jakości i ilości. Nie dostawali nawet racji żywnościowych przewidzianych w obozowych normach. Ich ubranie nie było też przystosowane do warunków pracy i klimatu; składało się z pasiastej koszuli i drewnianych butów. Dla chorych i niezdolnych do pracy utworzono ambulatorium pod opieką sanitariusza SS-Sturmmanna Kisela. Opieka była jednak minimalna, a więźniów, którzy zbyt długo przebywali w izbie chorych, wywożono do głównego obozu Auschwitz.
W obozie panowała ścisła dyscyplina. SS brutalnie traktowało więźniów. Nawet wbrew stałym rozkazom ograniczenia czasu apeli do minimum, często były one przeciągane, a więźniów poddawano przeszukaniom i prześladowaniom. Jeśli strażnicy znaleźli na więźniach kontrabandę, zwłaszcza jedzenie, papierosy lub papier włożony pod koszulę jako ochronę przed wiatrem, bili więźniów batami lub gumowymi pałkami. Podobne traktowanie było również normą w miejscu pracy. Zdarzały się też przypadki, gdy SS-mani zabierali do lasu więźniów, którzy byli zbyt słabi, aby produktywnie pracować, i rozstrzeliwali ich. Komendant podobozu Mirbeth sam dał przykład dręczenia więźniów, bijąc ich oraz mordując paru z nich (kilku więźniów zastrzelił, a jednego udusił). Ciała zmarłych w wyniku znęcania się i wycieńczenia składowano w latrynie obozowej, po czym wywieziono je do Auschwitz II na spalenie.

## Pamięć o obozie
W 1989 roku w miejscu obozu powstał pomnik poświęcony więźniom. W 2005 roku ufundowano nową tablicę.

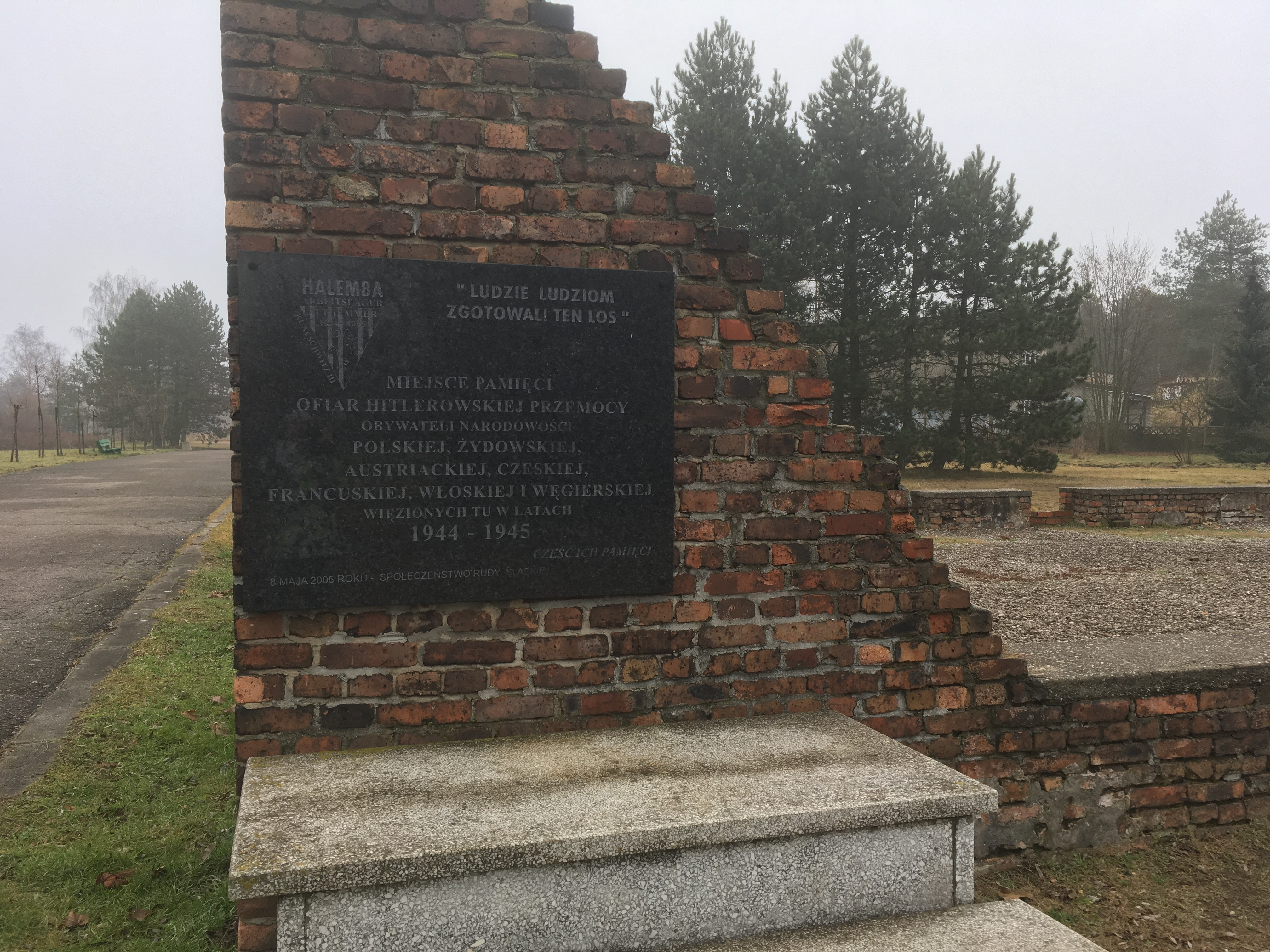
Pomnik